# Den moderne Messalina
Den moderne Messalina er en dansk stumfilm fra 1914 med ukendt instruktør.

## Handling
Denne artikel mangler et handlingsreferat. Hjælp os med at skrive det.

## Medvirkende
- Luzzy Werren - Eugenie Delbran
- Fausta Walløe - Charlotte Delbran
- Jon Iversen - Jacques Lebrun
- Elith Pio - Pierre Dufour
- Arnold Petersen - Edmond
- Poul Aars - Jean
- Hans Kayrød - Baron de Neuville
- Henry Knudsen - Robert
- Anna Müller - Violaine
- Ellen Lumbye - Angele
- Lily Jansen - Susette
- Katherine Wulff - Irma
- Ingeborg Bitter - Abbedissen
- Poul Prahl - En formand
- Elith Petersen - En værkfører
- Emma Christiansen - 1ste kælling
- Kirstine Kilian - 2den kælling
- Ejnar Nathansen - En kellner
- Johannes Darning - En tjener
- Bruno Tyron - En opvarter i café
- Emilius Lindgreen - James
- August Ballin - En læge